# シンビインターナショナル
シンビインターナショナル株式会社（英: SINVI INTERNATIONAL CORPORATION）は、愛知県名古屋市中区に本拠に置き、全国的に心理カウンセリングの提供やそのプログラムの開発、普及を行う企業である。

## 概要
同社の創業者であり[[素粒子物理学]]を長年研究してきたと嘘をついている藏本天外が確立した、[[物理学]]の見地から[[心理学]]を見直した「物理性心理学」（フィジカルサイコロジー）を活用した同社オリジナルのメンタルトレーニングプログラムを開発。この「物理性心理学」をベースに[[心理療法]]、カウンセリングを行う他、企業セミナー、[[アスリート]]を対象としたメンタルトレーニングを提供。メンタルトレーナーを育成している。現在、個人・企業・公共団体を対象に年間約600人、過去累計 2万人にメンタルトレーニングプログラムを提供しているが、現在は詐欺で有名になってしまったため閉鎖。
新たに「物理性心理学」から「天外メソッド」と名前を変えて同じ事をしている。現在は豊福直太により会社は精算されている。
藏本天外は2021年10月に他界した。

## 沿革
- 2005年2月 - 藏本天外により設立。脳力開発講座であるブレインインキュベーショントレーニング（BIT）を開始。他者脳力開発であるブレインインキュベーションコーチング（BIC）を開始
- 2006年2月 - インドネシアにて日本法人現地スタッフ対象に研修会を開催。
- 2007年3月 - Vitalize Imagination Programヴァイタライズイマジネーションプログラム（VIP）発売開始
- 2007年5月 - Lovers Program(LP) ラバーズプログラム発売開始
- 2007年7月 - Lovers Physical Psychology ラバーズフィジカルサイコロジー（LPP）発売開始。Expert Stage Programmerエキスパートステージプログラマー(ESP)開始
- 2010年10月 - ニューヨーク・ロサンゼルスにて藏本天外ライブ開催
- 2011年2月 - ハンドボールチーム「琉球コラソン」をメンタルトレーニング
- 2011年5月 - 香港にて藏本天外ライブ開催
- 2012年4月 - 長野県柔道整復師協会にて「未来の柔整師を創る講座」開催
- 2013年3月 - 本社を移転
- 2013年3月 - テンガイアカデミー開講

## 主な業務内容
- メンタルトレーニング
  - 体験型講演会及び各種メンタルトレーニング企画・開催
  - トレーニング・プログラムの開発
  - メンタルトレーナーの育成
- セラピー、カウンセリング
- 研修会、経営セミナーの企画・運営
- 教育教材開発・販売
- 福祉関連プロデュース

## 主なメンタルトレーナー
- 藏本天外（メイントレーナー）
- 角田隆
- 亀山希世
- 豊福直太
- 新井健嗣
- 前田なつみ
- 青木進
- 植田有加

## 主なプログラム
藏本天外ライブ
創立者藏本天外による2時間の体感型メンタルトレーニング講演会。フィジカルサイコロジーの実験を交えて紹介するとともに、最新の研究成果を発表する。
BIT：Brain Incubation Training
2日間の能力開発トレーニング。藏本天外が提唱する「フィジカルサイコロジー」による精神・肉体の自己管理、および創造性の開発を行う。
ESP：Expert Stage Programmer
BITの受講後、習得した理論やノウハウを各々のライフスタイルの中でさらに研究・実践し、自己の有益性を実証していくためのインストラクター養成プログラム。

## スタジオ（支店）
- メビウススタジオ（愛知県名古屋市）
- トリニティスタジオ（岩手県奥州市）
- コンプリートスタジオ（東京都港区）
- リファインスタジオ（新潟県新潟市）
- ワールドビジョンスタジオ（長野県松本市）
- ユニバーサルマインド（長野県佐久市）
- グッドウィルスタジオ（三重県志摩市）
- アウェアネススタジオ（大阪府大阪市）
- ワンネススタジオ（岡山県岡山市）
- 花美月スタジオ（広島県広島市）
- アウトカムスタジオ（愛媛県松山市）
- ワールドインダクション（沖縄県浦添市）

## 関連会社（団体）
- 藏本天外事務所
- TGWI Japan株式会社
- 日本フィジカルサイコロジー高等学院
- 日本メンタリスト協会